# Abreschviller
Abreschviller (prononcé [abʁɛʃvilɛʁ] ; en lorrain Abrechoui, en francique rhénan ou palatin Elwechwiller, en allemand Alberschweiler), est une commune française située dans le département de la Moselle, en région Grand Est.
Cette commune se trouve dans la région historique de Lorraine et fait partie du pays de Sarrebourg.

## Géographie
| Voyer Vasperviller | Trois-Fontaines        |           |
| Saint-Quirin       | Abreschviller          | Walscheid |
|                    | Lutzelhouse (Bas-Rhin) |           |

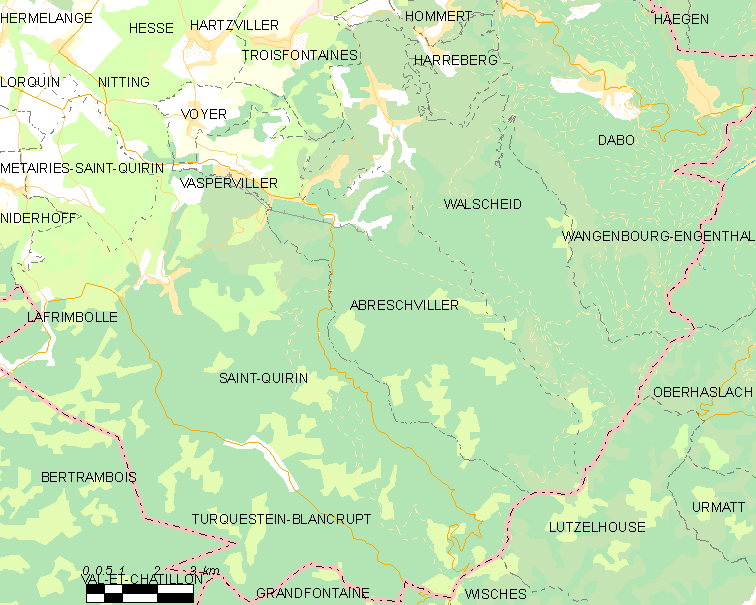
Carte de la commune.

Petit bourg du massif des Vosges, entouré par de vastes forêts, Abreschviller se situe à 15 kilomètres au sud de Sarrebourg, et à 25 kilomètres de Phalsbourg, à la limite entre la Lorraine et l'Alsace.
Écarts et lieux-dits :
- Colbeck ;
- Kysithal ;
- Grand-Soldat alias Soldatenthal ;
- Streitwald ;
- Wassersoupe ;
- la Valette.

### Relief
Le village est construit en long sur une distance de 6 kilomètres et traversé par la Sarre rouge. Le point culminant de la commune se trouve à la maison forestière du Grossmann, à 968 mètres d'altitude, le sommet du Grossmann proprement-dit étant sis à 986 mètres, au sein de la commune voisine de Walscheid.
Abreschviller couvre une superficie de 4 127 hectares dont 3 745 de forêt. Le village est situé dans les grès vosgiens.

### Hydrographie
La commune est située dans le bassin versant du Rhin au sein du bassin Rhin-Meuse. Elle est drainée par la Sarre Rouge, le ruisseau de Voyer, le ruisseau d'Abreschviller, le ruisseau de Grand Soldat, le ruisseau la Vieille Sarre et le ruisseau le Dunkelbach.
La Sarre rouge, d'une longueur totale de 26,8 km, prend sa source dans la commune de Saint-Quirin et se jette  dans la Sarre en limite de Hermelange et de Lorquin, après avoir traversé sept communes.

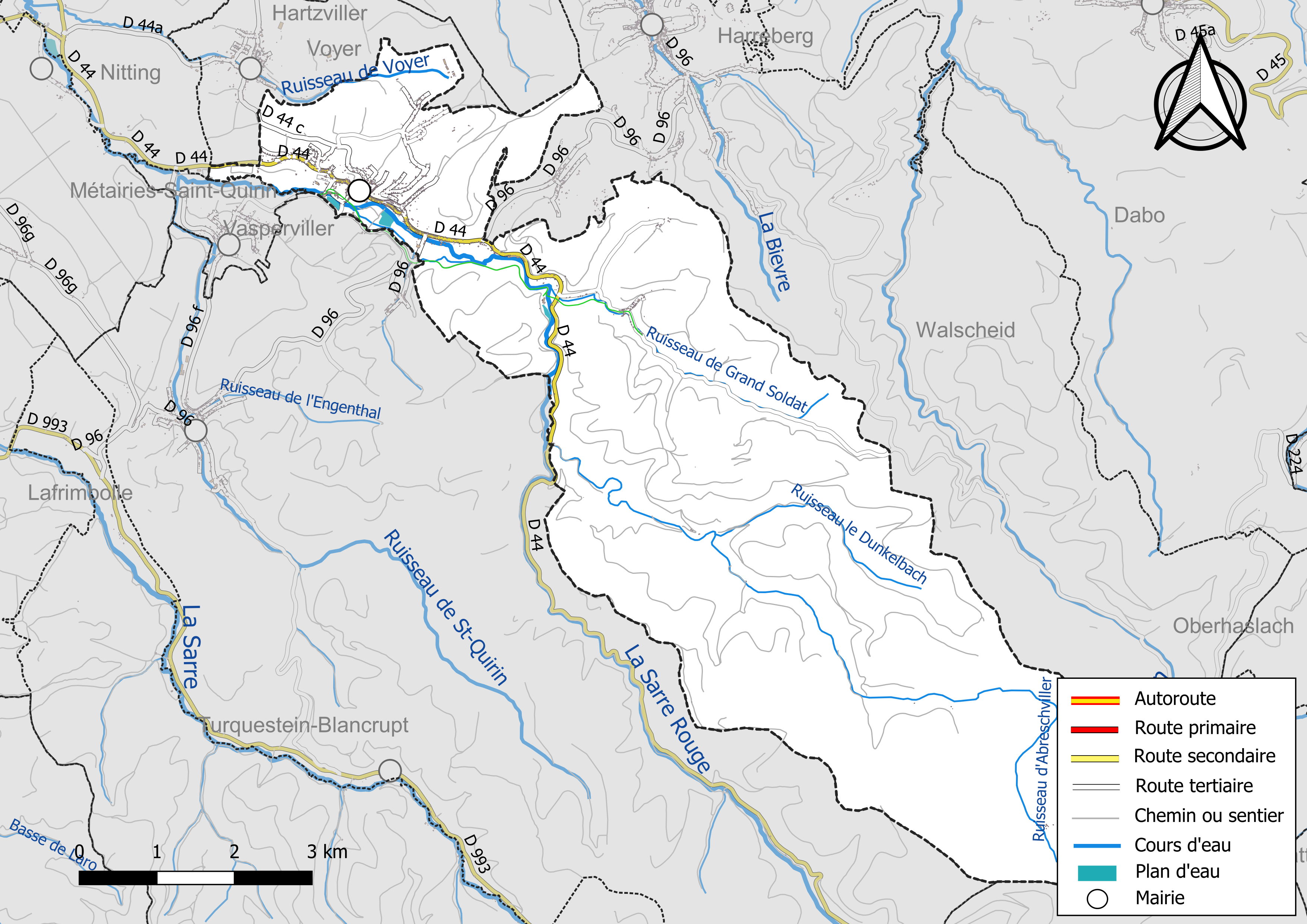
Réseaux hydrographique et routier d'Abreschviller.

La qualité des eaux des principaux cours d’eau de la commune, notamment de la Sarre Rouge, peut être consultée sur un site dédié géré par les agences de l’eau et l’Agence française pour la biodiversité. Ainsi en 2020, dernière année d'évaluation disponible en 2022, l'état écologique du ruisseau d'Abreschviller était jugé bon (vert).

### Climat
Pour des articles plus généraux, voir Climat du Grand Est et Climat de la Moselle.
En 2010, le climat de la commune est de type climat des marges montargnardes, selon une étude du Centre national de la recherche scientifique s'appuyant sur une série de données couvrant la période 1971-2000. En 2020, Météo-France publie une typologie des climats de la France métropolitaine dans laquelle la commune est exposée à un climat semi-continental et est dans la région climatique Vosges, caractérisée par une pluviométrie très élevée (1 500 à 2 000 mm/an) en toutes saisons et un hiver rude (moins de 1 °C).
Pour la période 1971-2000, la température annuelle moyenne est de 9,8 °C, avec une amplitude thermique annuelle de 16,8 °C. Le cumul annuel moyen de précipitations est de 1 062 mm, avec 12,5 jours de précipitations en janvier et 10,5 jours en juillet. Pour la période 1991-2020, la température moyenne annuelle observée sur la station météorologique de Météo-France la plus proche, « Turquestein-blancrupt_sapc », sur la commune de Saint-Quirin à 4 km à vol d'oiseau, est de 10,2 °C et le cumul annuel moyen de précipitations est de 1 091,5 mm. 
La température maximale relevée sur cette station est de 38,3 °C, atteinte le 7 août 2015 ; la température minimale est de −18,4 °C, atteinte le 12 février 2012,,.
Les paramètres climatiques de la commune ont été estimés pour le milieu du siècle (2041-2070) selon différents scénarios d'émission de gaz à effet de serre à partir des nouvelles projections climatiques de référence DRIAS-2020. Ils sont consultables sur un site dédié publié par Météo-France en novembre 2022.

## Urbanisme

### Typologie
Au 1er janvier 2024, Abreschviller est catégorisée bourg rural, selon la nouvelle grille communale de densité à sept niveaux définie par l'Insee en 2022.
Elle est située hors unité urbaine. Par ailleurs la commune fait partie de l'aire d'attraction de Sarrebourg, dont elle est une commune de la couronne,. Cette aire, qui regroupe 87 communes, est catégorisée dans les aires de 50 000 à moins de 200 000 habitants,.

### Occupation des sols
L'occupation des sols de la commune, telle qu'elle ressort de la base de données européenne d’occupation biophysique des sols Corine Land Cover (CLC), est marquée par l'importance des forêts et milieux semi-naturels (90,8 % en 2018), une proportion sensiblement équivalente à celle de 1990 (91,1 %). La répartition détaillée en 2018 est la suivante : 
forêts (89,9 %), prairies (3,8 %), zones urbanisées (3,6 %), terres arables (1,7 %), milieux à végétation arbustive et/ou herbacée (0,9 %). L'évolution de l’occupation des sols de la commune et de ses infrastructures peut être observée sur les différentes représentations cartographiques du territoire : la carte de Cassini (XVIIIe siècle), la carte d'état-major (1820-1866) et les cartes ou photos aériennes de l'IGN pour la période actuelle (1950 à aujourd'hui).

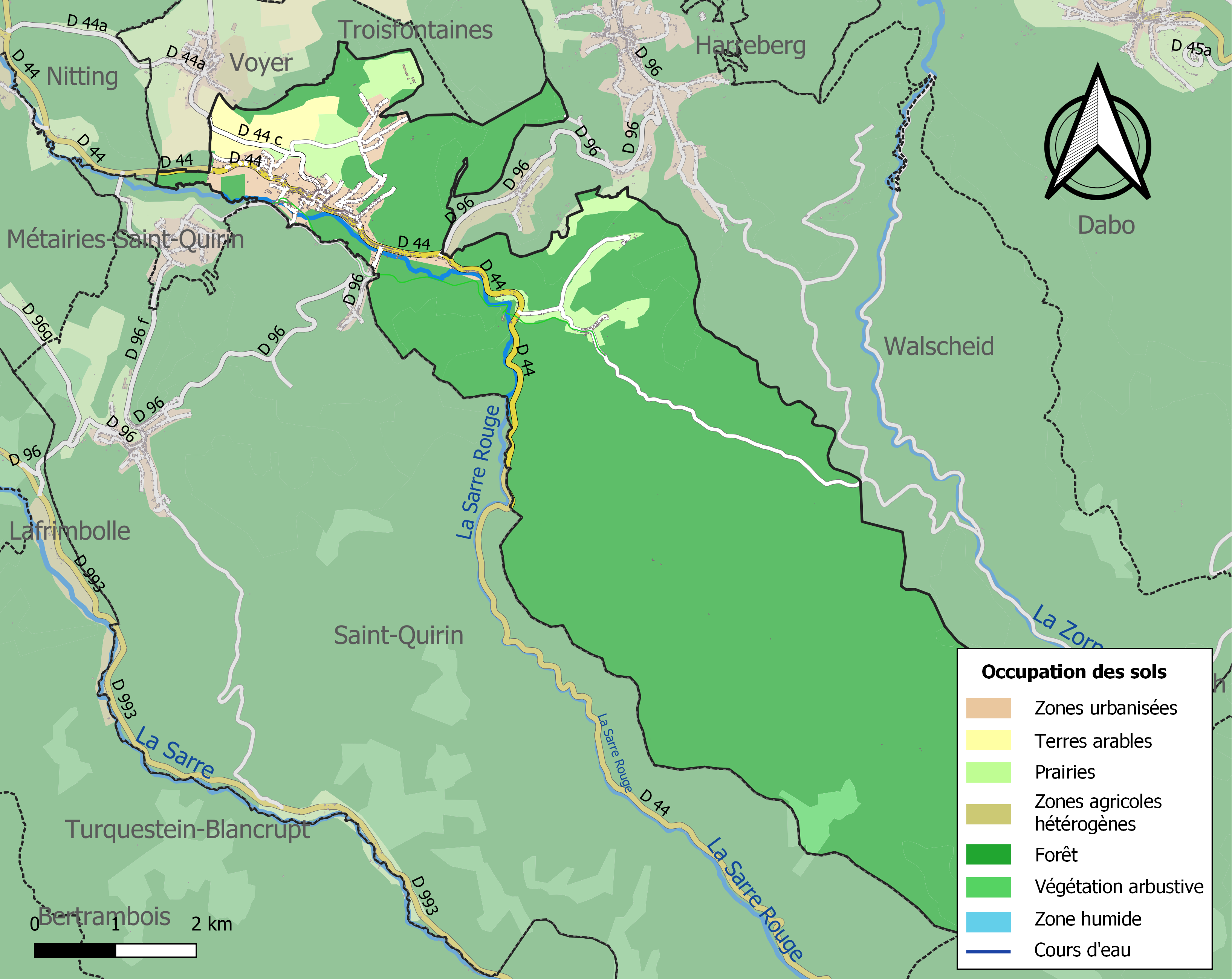
Carte des infrastructures et de l'occupation des sols de la commune en 2018 (CLC).

### Logement
En 2009, le nombre total de logements dans la commune était de 747, alors qu'il était de 649 en 1999.
Parmi ces logements, 77,7 % étaient des résidences principales, 9,2 % des résidences secondaires et 13,1 % des logements vacants. Ces logements étaient pour 79,1 % d'entre eux des maisons individuelles et pour 20,7 % des appartements.
La proportion des résidences principales, propriétés de leurs occupants était de 72,8 %, quasiment identique à 1999 (70,7 %).

### Voies de communication et transports

#### Transport ferroviaire
L'ancienne gare d'Abreschviller constituait l'aboutissement de la ligne de Sarrebourg à Abreschviller (à voie normale) aujourd’hui déclassée et déposée.
Le chemin de fer d'Abreschviller est un ancien réseau ferroviaire à voie étroite de 70 cm (unique en Europe) destiné à l'exploitation forestière. Il est aujourd’hui exploité à des fins touristiques.

## Toponymie
Le village était connu vers 1050 sous le nom d' Elberswylre, ce qui signifie « la ferme, créée par l'homme germanique Albero (Adalbero, Adalber) ». On a attribué sans preuves le nom d'Ermenbertovillare, mentionné sur une carte de 715, à Abreschviller. Puis Helbeswilre en 1260, Elberswilre en 1285, Ebersweiller en 1594, Elbersveiler en 1671, Allerscheviller en 1719, Abresviler et Elbersweiler en 1751, Eiberschweiller en 1790, Abrecheviller en 1793 et 1801, Abreschwiller au XIXe siècle, Alberschweiler en 1871-1918, Albersweiler bei Saarburg en 1941, Abreschviller en 1944.

C'est en 1594 qu,Elberswylre se germanise en Ebersweiller.

En francique lorrain : Elwechwiller, en lorrain roman : Abréchwîl.

### Sobriquet
Les Chèchs (les sacs). Avec ces sacs, sorte de besaces contenant leur repas, la plupart des bûcherons de la commune se rendaient autrefois au travail.

## Histoire
Ce village dépendait de l'ancienne prévôté bailliagère de Dabo et de la généralité de Strasbourg et était régi par le droit écrit.
L'origine de ce village est plutôt récente. En 1660, il n'y avait encore que 48 maisons. Les comtes de Dabo (ou Dachsbourg), à l'aide des concessions qu'ils leur accordèrent, et surtout par la jouissance des droits d'usage dans les forêts de leur domaine, attirèrent dans ces contrées des familles françaises qui construisirent des maisons sur les bords de la Sarre-Rouge et peuplèrent par degrés Abreschviller. Mais si l'existence de ce village est toute récente, les lieux qui l'environnent sont en revanche remplis de monuments et de souvenirs qui remonteraient à la plus haute antiquité.
Dans le courant des XVIIe et XVIIIe siècles, on vit s'élever sur le territoire d'Abreschviller quinze scieries et deux papeteries. Ces dernières s'établirent en 1605 et 1608, par suite de baux emphytéotiques passés au profit des sieurs Jean Craus et Jean Grausing et furent plus tard exploitées par François Walette, Daniel Grandnicolas et Veiland Abraham Sambin, de Metz (1631).
Au niveau spirituel, Abreschviller était autrefois annexe de Walscheid et n'a été érigé en cure qu'en 1727. Cette cure était à la nomination des évêques de Metz et des comtes de Dabo.
En 1790, la commune est indiquée sous le nom d'Eiberschweiller comme étant du canton de Lorquin, dans le district de Sarrebourg.
Le dimanche 9 mars 1806, à 10 heures du soir, la papeterie, propriété de M. Henriet, fut réduite en cendres par un incendie qui se propagea également sur plus de trente maisons à sa proximité. Son propriétaire se mit à la rebâtir peu de temps après.
Vers 1843, la commune comprenait une papeterie, plusieurs forges, des scieries, une mécanique à polir les glaces, un moulin à grains et une fabrique de calicots.
De nombreux immigrants installés à Abreschviller aux XVIIe et XVIIIe siècles étaient d’origine francophone (picarde, savoyarde, valdotine...), de par ce fait l’usage du français s’y développait aux dépens du francique.
Pendant la Seconde Guerre mondiale, le village fut occupé par les Allemands.

## Politique et administration

### Liste des maires
Le 24 novembre 1940, le maire Max Demange présida son dernier conseil municipal. La commune fut ensuite gérée par un fonctionnaire allemand pendant toute la durée de la Seconde Annexion. Le 25 février 1945, un conseil municipal provisoire, composé d’anciens élus, se réunit à la mairie. Monsieur Schneider, pharmacien, fut élu maire en attendant la tenue de véritables élections.
| Période                                  | Période  | Identité          | Étiquette       | Qualité                                 |
| ---------------------------------------- | -------- | ----------------- | --------------- | --------------------------------------- |
| 1694                                     |          | Didier Abba       |                 | Marchand                                |
| Les données manquantes sont à compléter. |          |                   |                 |                                         |
| 1918                                     | 1940     | Max Demange       | SE              | épicier                                 |
| 1945                                     | 1947     | Ernest Nopre      | SE              |                                         |
| 1947                                     | 1950     | Charles Schneider | SE              | Démission en cours de mandat            |
| 1950                                     | 1965     | Paul Bussienne    | SE              | Réélu en 1953                           |
| 1965                                     | 1983     | André Nopre       | SE              | Conseiller général du canton de Lorquin |
| 1983                                     | 1985     | André Ladoy       | SE              |                                         |
| 1985                                     | 2008     | Robert Weber      | DVG             | Réélu en 1995 et 2001                   |
| 2008                                     | En cours | Emmanuel Riehl    | DVD-UDI puis RN | Conseiller général                      |

### Tendances politiques et résultats
Lors des élections européennes de 2019, le taux de participation d'Abreschviller est supérieur à la moyenne (51,92 % contre 50,12 % au niveau national). La liste du Rassemblement national arrive en tête avec 30,74 % des suffrages. La liste de la République en Marche obtient 18,79 % des voix. La liste des Républicains réalise un score de 10,44 % des votes. La liste d'Europe Écologie Les Verts fait un score de 9,30 % des suffrages. La liste de Debout la France obtient 8,35 % des voix. Les autres listes obtiennent des scores inférieurs à 5 %.
Le résultat de l'élection présidentielle de 2012 dans cette commune est le suivant :
| Candidat       | Candidat                    | Premier tour | Premier tour | Second tour | Second tour |
| Candidat       | Candidat                    | Voix         | %            | Voix        | %           |
| -------------- | --------------------------- | ------------ | ------------ | ----------- | ----------- |
|                | Eva Joly (EÉLV)             | 20           | 2,26         |             |             |
|                | Marine Le Pen (FN)          | 264          | 29,86        |             |             |
|                | Nicolas Sarkozy (UMP)       | 289          | 32,69        | 552         | 67,40       |
|                | Jean-Luc Mélenchon (FG)     | 55           | 6,22         |             |             |
|                | Philippe Poutou (NPA)       | 15           | 1,70         |             |             |
|                | Nathalie Arthaud (LO)       | 6            | 0,68         |             |             |
|                | Jacques Cheminade (SP)      | 2            | 0,23         |             |             |
|                | François Bayrou (MoDem)     | 87           | 9,84         |             |             |
|                | Nicolas Dupont-Aignan (DLR) | 16           | 1,81         |             |             |
|                | François Hollande (PS)      | 130          | 14,71        | 267         | 32,60       |
|                |                             |              |              |             |             |
| Inscrits       | Inscrits                    | 1085         | 100,00       | 1085        | 100,00      |
| Abstentions    | Abstentions                 | 184          | 16,96        | 211         | 19,45       |
| Votants        | Votants                     | 901          | 83,04        | 874         | 80,55       |
| Blancs et nuls | Blancs et nuls              | 17           | 1,89         | 55          | 6,29        |
| Exprimés       | Exprimés                    | 884          | 98,11        | 819         | 93,71       |

Le résultat de l'élection présidentielle de 2017 dans cette commune est le suivant :
| Candidat    | Candidat                    | Premier tour | Premier tour | Deuxième tour | Deuxième tour |  |
| Candidat    | Candidat                    | %            | Voix         | %             | Voix          |  |
| ----------- | --------------------------- | ------------ | ------------ | ------------- | ------------- |  |
|             | Nicolas Dupont-Aignan (DLF) | 6,38         | 54           |               |               |  |
|             | Marine Le Pen (FN)          | 33,81        | 286          | 50,96         | 373           |  |
|             | Emmanuel Macron (EM)        | 14,42        | 122          | 49,04         | 359           |  |
|             | Benoît Hamon (PS)           | 5,79         | 49           |               |               |  |
|             | Nathalie Arthaud (LO)       | 0,95         | 8            |               |               |  |
|             | Philippe Poutou (NPA)       | 1,30         | 11           |               |               |  |
|             | Jacques Cheminade (SP)      | 0,12         | 1            |               |               |  |
|             | Jean Lassalle (RES)         | 1,65         | 14           |               |               |  |
|             | Jean-Luc Mélenchon (LFI)    | 11,11        | 94           |               |               |  |
|             | François Asselineau (UPR)   | 1,30         | 11           |               |               |  |
|             | François Fillon (LR)        | 23,17        | 196          |               |               |  |
|             |                             |              |              |               |               |  |
| Inscrits    | Inscrits                    | 1 093        | 100,00       | 1 093         | 100,00        |  |
| Abstentions | Abstentions                 | 228          | 20,86        | 276           | 25,25         |  |
| Votants     | Votants                     | 865          | 79,14        | 817           | 74,75         |  |
| Blancs      | Blancs                      | 14           | 1,62         | 70            | 8,57          |  |
| Nuls        | Nuls                        | 5            | 0,58         | 15            | 1,84          |  |
| Exprimés    | Exprimés                    | 846          | 97,80        | 732           | 89,60         |  |

### Jumelages
- Village jumelé avec son quasi homonyme Albersweiler en Allemagne, faisant partie de la commune fusionnée de Annweiler am Trifels dans l'arrondissement de la Route-du-Vin-du-Sud dans la Rhénanie-Palatinat.

## Population et société

### Démographie
Abreschviller est la commune la plus peuplée de l'ancien canton de Lorquin et la 6e du pays de Sarrebourg. La population se répartit majoritairement au sein du bourg, ce dernier comptant 1 250 habitants, suivie de la Valette avec 110 habitants, Soldatenthal et Kysithal avec une centaine d'habitants et la Wassersoupe, hameau peuplé de 25 résidents.

#### Évolution démographique
L'évolution du nombre d'habitants est connue à travers les recensements de la population effectués dans la commune depuis 1793. Pour les communes de moins de 10 000 habitants, une enquête de recensement portant sur toute la population est réalisée tous les cinq ans, les populations de référence des années intermédiaires étant quant à elles estimées par interpolation ou extrapolation. Pour la commune, le premier recensement exhaustif entrant dans le cadre du nouveau dispositif a été réalisé en 2006.

En 2022, la commune comptait 1 427 habitants, en évolution de −1,04 % par rapport à 2016 (Moselle : +0,52 %, France hors Mayotte : +2,11 %).
| 1793  | 1800  | 1806  | 1821  | 1831  | 1836  | 1841  | 1846  | 1851  |
| ----- | ----- | ----- | ----- | ----- | ----- | ----- | ----- | ----- |
| 1 302 | 1 248 | 1 607 | 1 771 | 1 915 | 1 980 | 2 082 | 1 936 | 1 867 |

| 1856  | 1861  | 1871  | 1875  | 1880  | 1885  | 1890  | 1895  | 1900  |
| ----- | ----- | ----- | ----- | ----- | ----- | ----- | ----- | ----- |
| 1 659 | 1 737 | 1 679 | 1 568 | 1 563 | 1 444 | 1 399 | 1 537 | 1 573 |

| 1905  | 1910  | 1921  | 1926  | 1931  | 1936  | 1946  | 1954  | 1962  |
| ----- | ----- | ----- | ----- | ----- | ----- | ----- | ----- | ----- |
| 1 527 | 1 525 | 1 355 | 1 299 | 1 268 | 1 271 | 1 419 | 1 459 | 1 353 |

| 1968  | 1975  | 1982  | 1990  | 1999  | 2006  | 2011  | 2016  | 2021  |
| ----- | ----- | ----- | ----- | ----- | ----- | ----- | ----- | ----- |
| 1 421 | 1 381 | 1 309 | 1 233 | 1 285 | 1 481 | 1 510 | 1 442 | 1 418 |

| 2022  | - | - | - | - | - | - | - | - |
| ----- | - | - | - | - | - | - | - | - |
| 1 427 | - | - | - | - | - | - | - | - |

#### Pyramide des âges
La population de la commune est relativement âgée.
En 2018, le taux de personnes d'un âge inférieur à 30 ans s'élève à 26,7 %, soit en dessous de la moyenne départementale (33,6 %). À l'inverse, le taux de personnes d'âge supérieur à 60 ans est de 36,7 % la même année, alors qu'il est de 26,2 % au niveau départemental.
En 2018, la commune comptait 700 hommes pour 713 femmes, soit un taux de 50,46 % de femmes, légèrement inférieur au taux départemental (51,08 %).
Les pyramides des âges de la commune et du département s'établissent comme suit.
| Hommes | Classe d’âge | Femmes |
| ------ | ------------ | ------ |
| 0,4    | 90 ou +      | 4,5    |
| 9,1    | 75-89 ans    | 17,9   |
| 22,0   | 60-74 ans    | 19,5   |
| 23,4   | 45-59 ans    | 21,2   |
| 14,8   | 30-44 ans    | 13,7   |
| 14,9   | 15-29 ans    | 11,4   |
| 15,4   | 0-14 ans     | 11,9   |

| Hommes | Classe d’âge | Femmes |
| ------ | ------------ | ------ |
| 0,6    | 90 ou +      | 1,5    |
| 6,8    | 75-89 ans    | 9,5    |
| 17,2   | 60-74 ans    | 18,4   |
| 20,9   | 45-59 ans    | 20,5   |
| 19,5   | 30-44 ans    | 18,6   |
| 17,7   | 15-29 ans    | 15,7   |
| 17,4   | 0-14 ans     | 15,8   |

### Les Chèchs
De nombreux ouvriers venaient de toute la région pour travailler dans la forêt d'Abreschviller. Ils arrivaient le lundi et repartaient le samedi. En semaine, ils logeaient dans de petits abris en bois à deux ou trois personnes. C'étaient en fait de petites huttes construites de façon très primaire de quelques pierres taillées et de quelques pièces de bois et d'écorce.
Typiquement vosgien, le menu du lundi au samedi était le même. Il s'agissait de pommes de terre (la « pata »), qui mijotaient toute la matinée dans une marmite. Elles étaient ensuite écrasées avec un peu de beurre et consommées à grand renfort de vin.
Les ouvriers sylvicoles étaient appelés les « Chèchs » (les sacs). La population les reconnaissait lorsqu'ils traversaient les nombreux villages avant d'atteindre Abreschviller. Ils avaient pris l'habitude de marcher avec un bâton et de porter de manière originale leur sac de provision pour la semaine.
Le samedi, ils retournaient dans leurs villages avec souvent du gibier dans le fond du sac.

### Manifestations culturelles et festivités
La course de côte Abreschviller — Saint-Quirin se déroule annuellement fin avril, début mai.

### Santé
Présence du centre de réadaptation spécialisé Saint-Luc. Cet ancien sanatorium ouvert en 1900 comporte aujourd’hui 54 lits de réadaptation cardiaque, 54 lits de rééducation fonctionnelle, polyvalente et neurologique et 10 places de rééducation en hôpital de jour.

### Sports
- Terrain de football
- Terrains de tennis
- Salle de judo
- Salle de danse
- Salle de tennis de table et de taî chi
- Plan d'eau

## Économie
La commune possède une maison d'édition (La Valette-Éditeur), un hôtel-restaurant, une boulangerie, une boucherie, une épicerie tabac-presse-loto, un coiffeur, un garage automobile, un fleuriste, une société de taxi, un bureau de poste, une banque, une bibliothèque, des écoles maternelles et primaires, une pharmacie, un centre de secours, un kinésithérapeute, des infirmières.
Des artisans œuvrent dans de nombreux domaines et animent la vie de ce bourg sud-mosellan comme à la poterie de la forge, située derrière la gare du petit train touristique.
En 1966, plusieurs scieries locales s'unissent pour former les Scieries Réunies d'Abreschviller (SRA). Avec une capacité de sciage de résineux annuelle de 220 000 m3, SRA était l'une des plus importantes scieries de France. La société employait 120 personnes en 2006 mais elle est placée en redressement judiciaire le 16 octobre 2008. En janvier 2009, SRA est reprise par plusieurs de ses salariés et devient Abreschviller sciages. La scierie - qui employait alors 66 personnes - est définitivement fermée le 1er août 2012,.

## Culture locale et patrimoine

### Lieux et monuments

#### Édifices civils
- Vestiges gallo-romains ;
- Hameau de la Valette créé en 1735 ;
- Chemin de fer d'Abreschviller : ce petit train touristique de 6 kilomètres, reliant le centre du village au hameau de Grand-Soldat, accueille environ 30 000 touristes par an ;
- La roche du Diable, à 430 mètres d'altitude, surplombe Saint-Luc et le moulin de France. C'est une roche en grès des Vosges qui a une grande histoire autour de plusieurs légendes ;
- Le vieux château : vestiges d'un château féodal ayant appartenu aux comtes de Dabo. Situé sur le rocher du Schlossfels, dans la forêt Streitwald ;
- Station verte de vacances, avec un camping et un plan d'eau ;
- Maison de retraite Sainte-Véronique ;
- Wassersouppe (écart de la commune) ;
- Cimetière militaire franco-allemand.

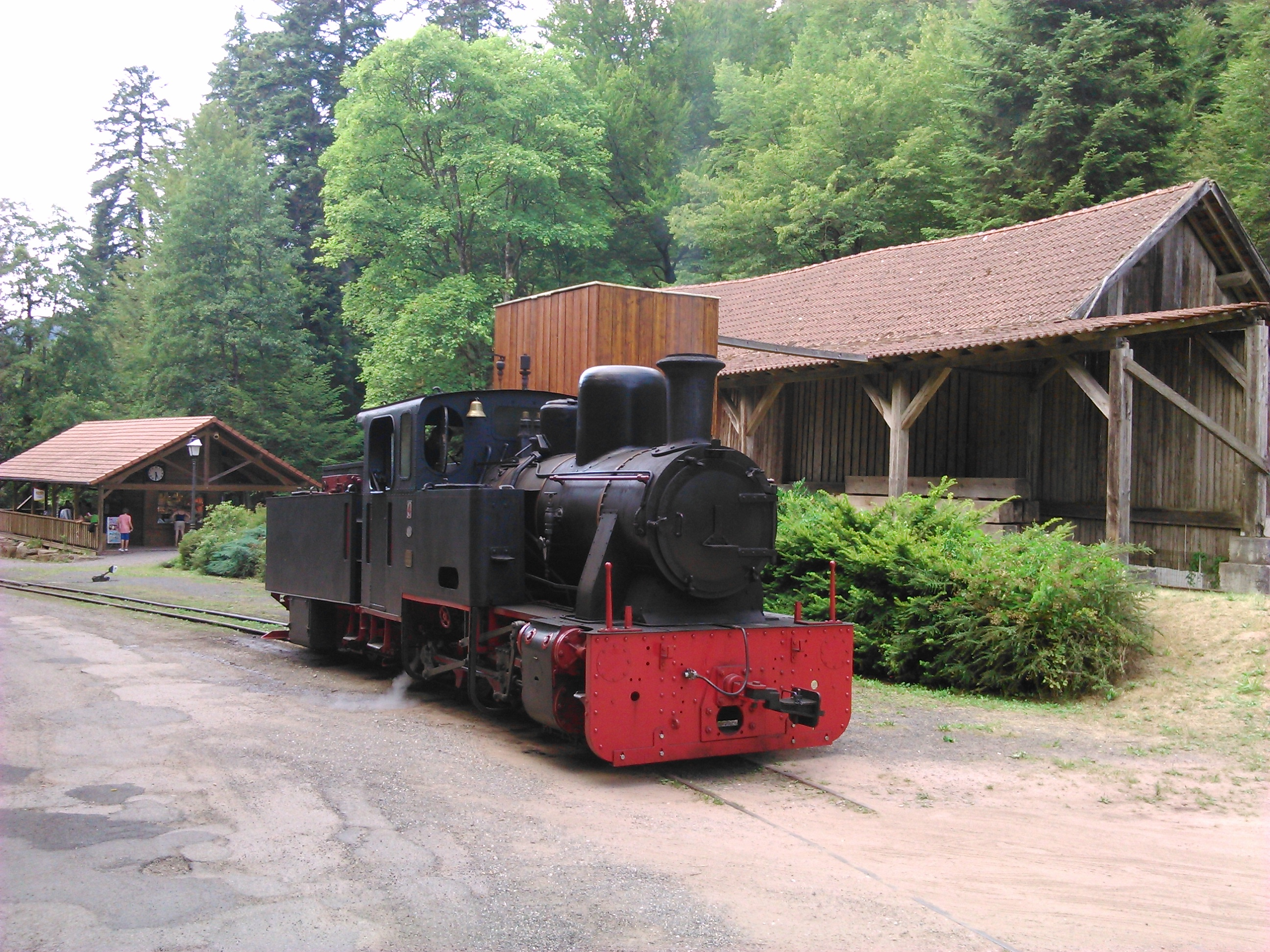
Chemin de fer touristique.
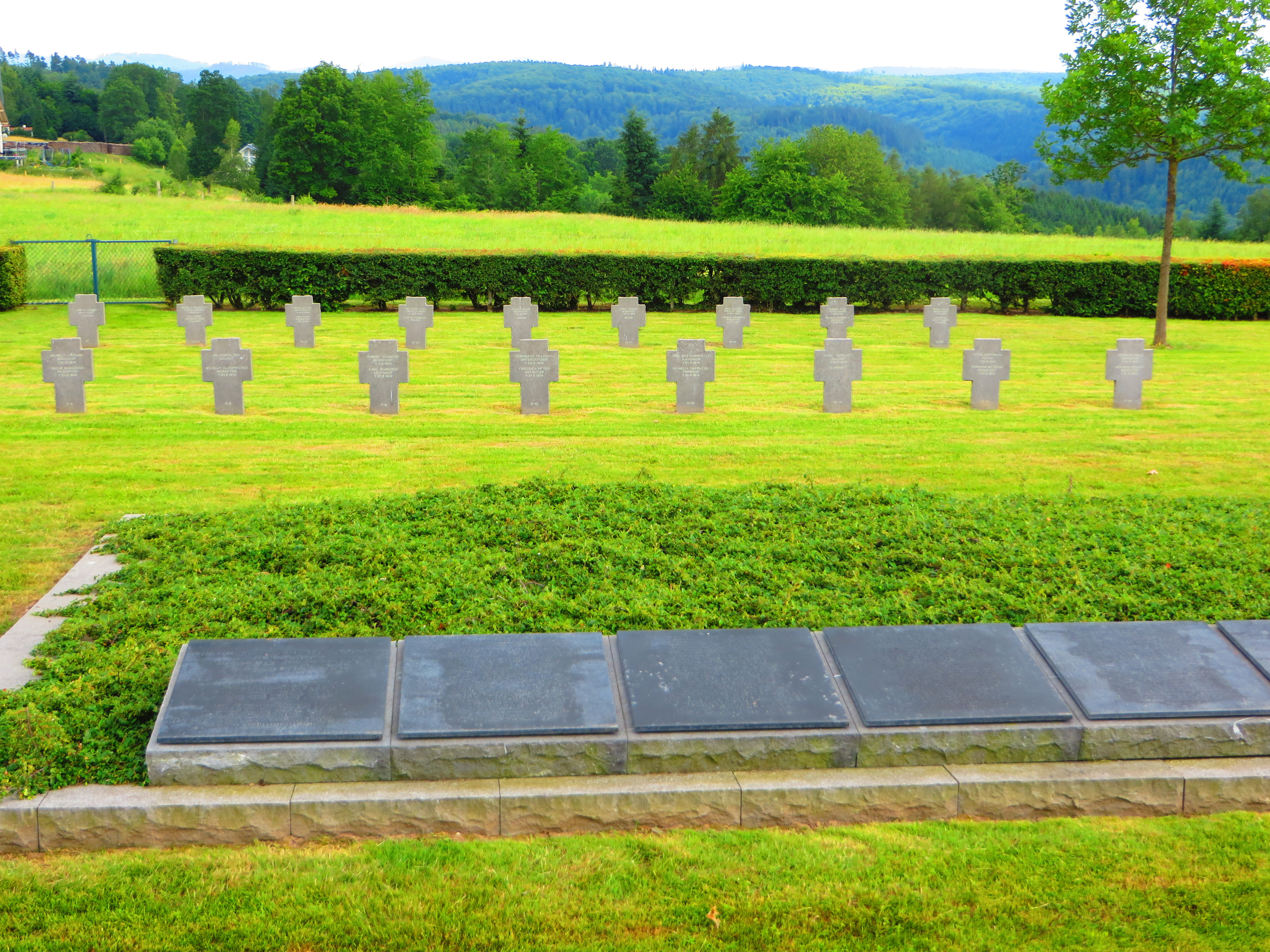
Cimetière militaire.
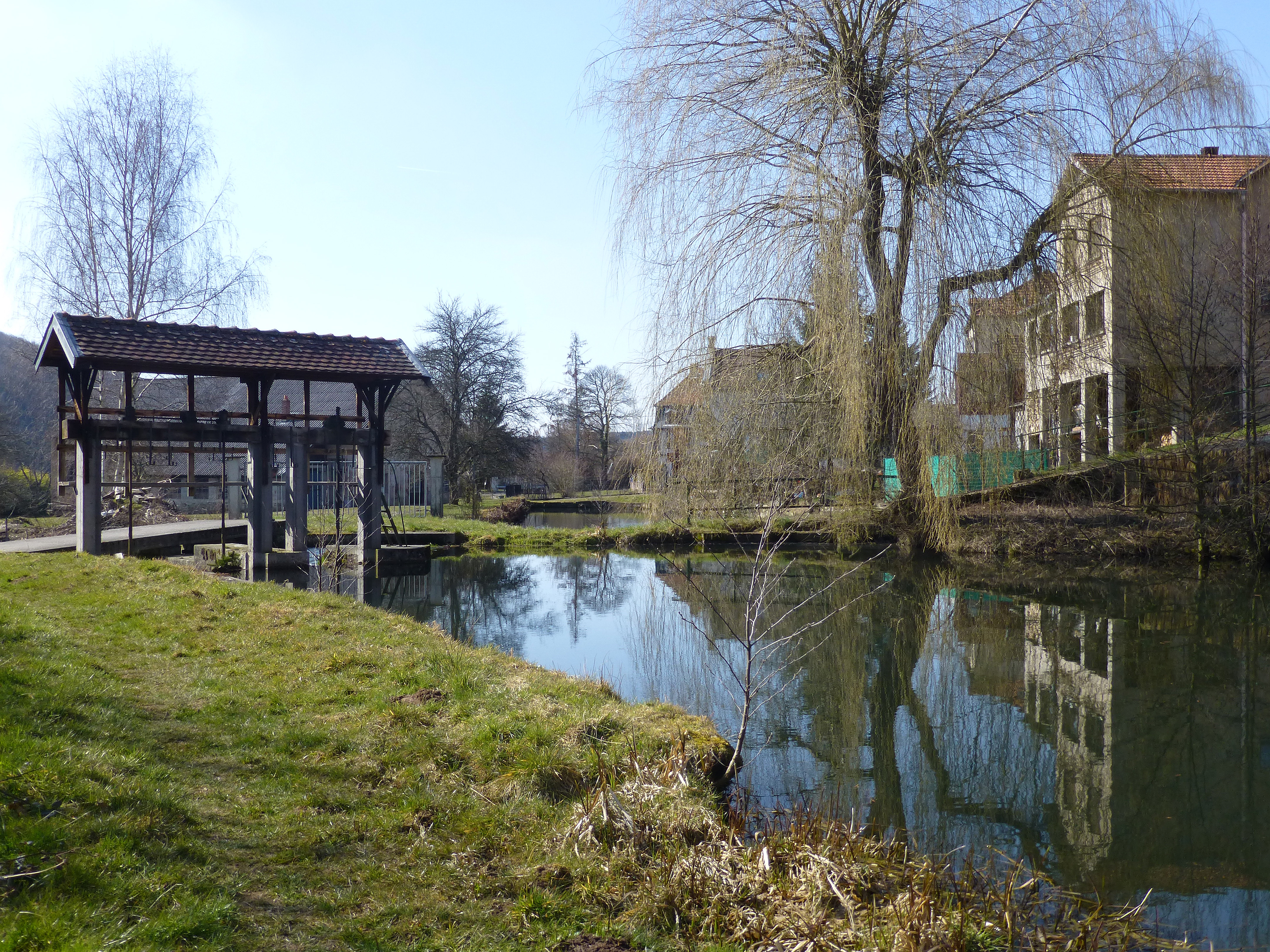
La Sarre rouge.

#### Édifices religieux
- Église Saint-Pierre-aux-Liens, construite en 1783. Orgues Dalstein-Haerpfer de 1873[36] ;
- Chapelle Sainte-Marguerite au cimetière ;
- Chapelle-école des verriers au Grand-Soldat ;
- Chapelle Sainte-Véronique (maison de retraite) ;
- Chapelle rue du Moulin ;
- Église protestante réformée, dit temple du Rédempteur, rue des Roches, construit entre 1900 et 1901. Orgues Dalstein-Haerpfer de 1900[36]. Pour le centenaire du temple, la paroisse a installé, à titre définitif, vingt tableaux de l'artiste contemporain Pascal Poirot[37]. Visite virtuelle de la galerie[38].

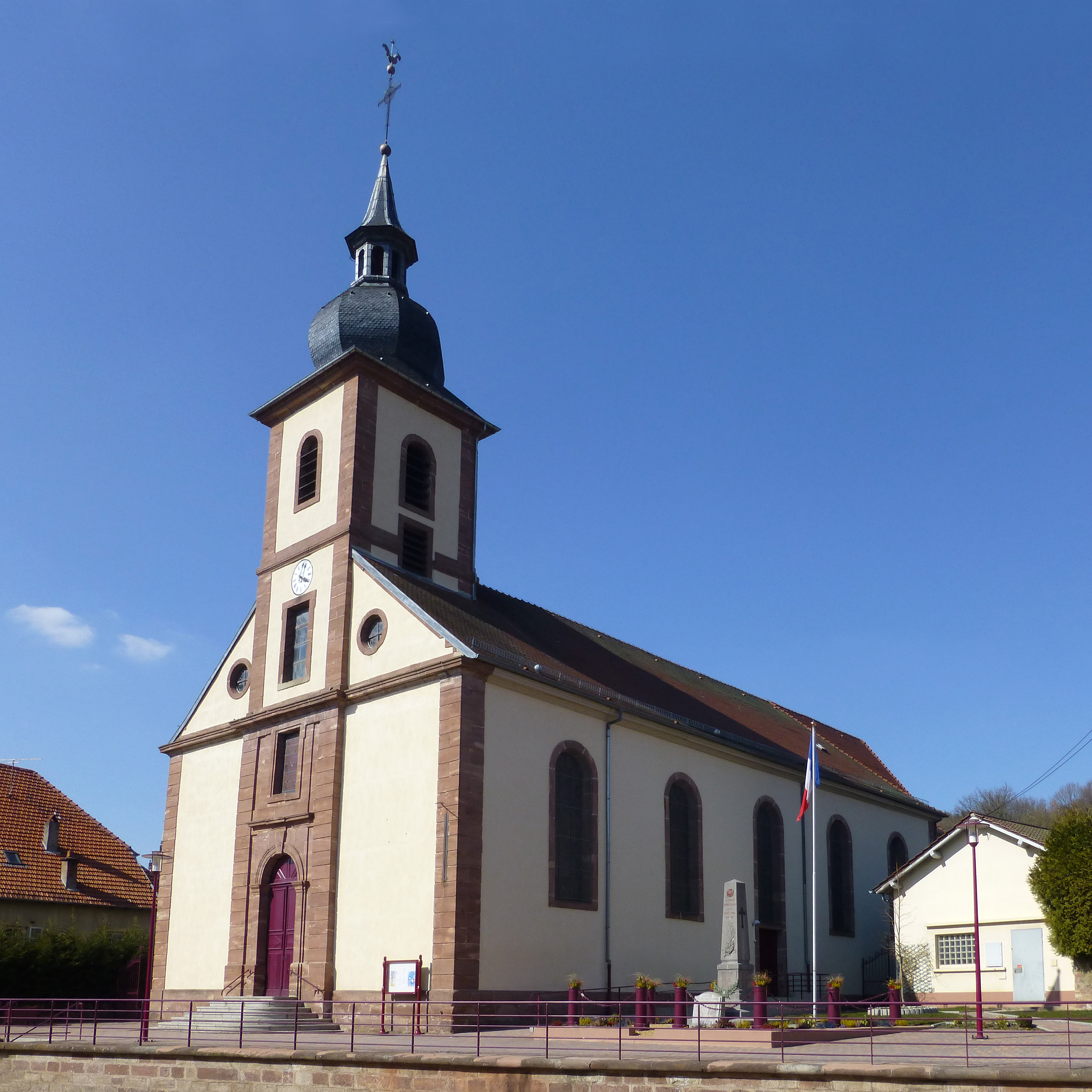
Église catholique Saint-Pierre-aux-Liens
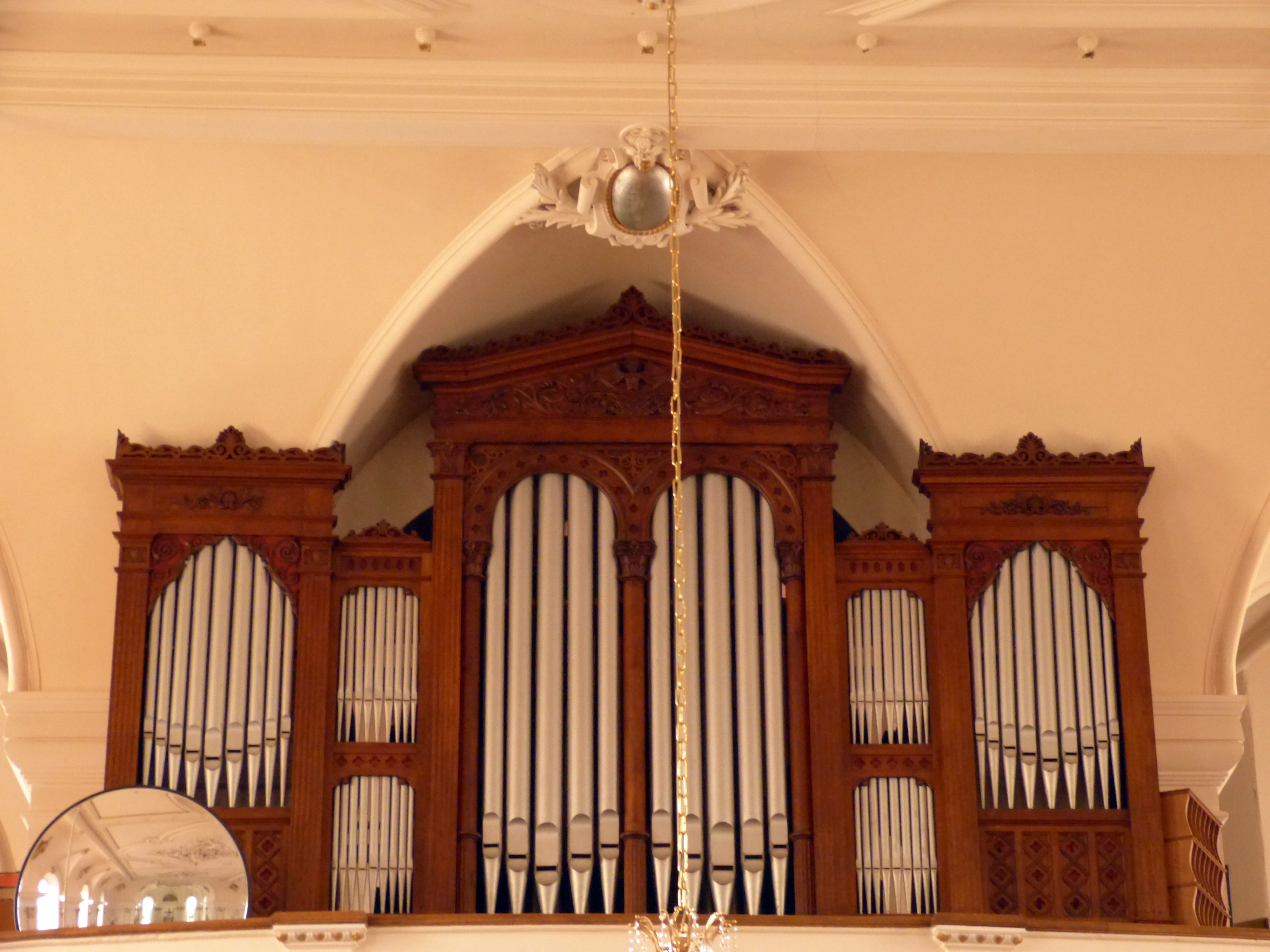
Orgue Dalstein-Haerpfer de l'église
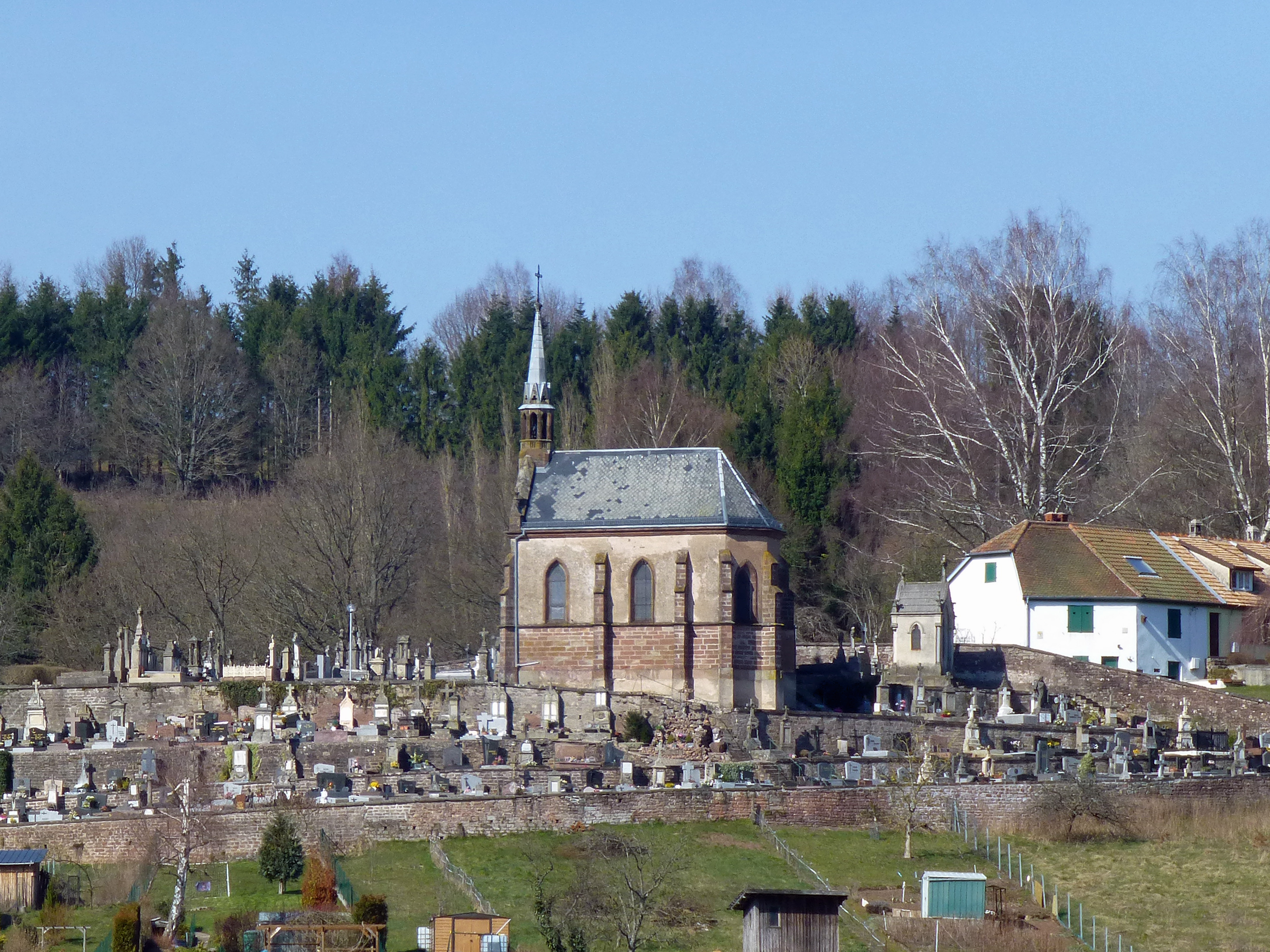
Chapelle Sainte-Marguerite du cimetière
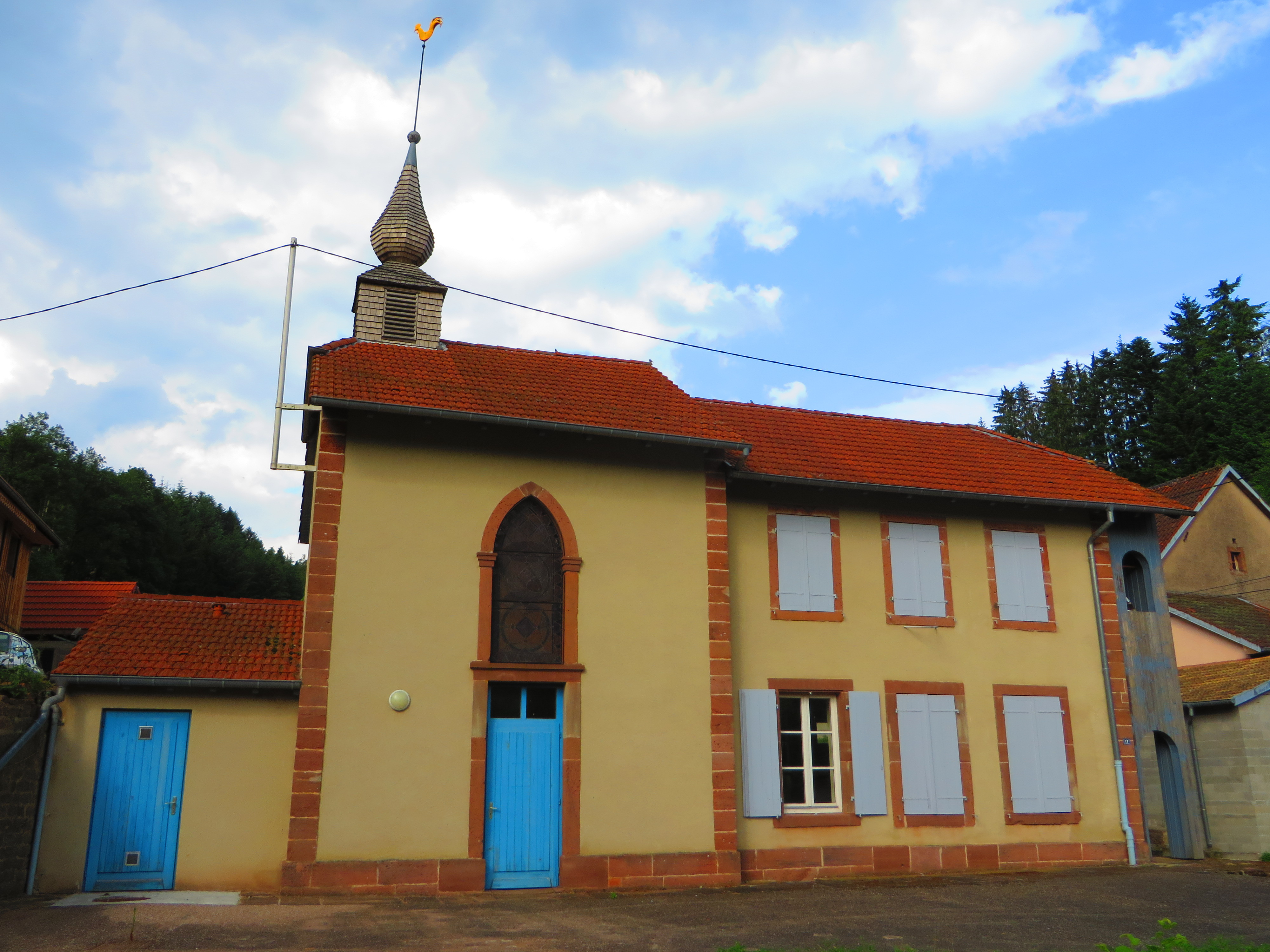
Chapelle-école des verriers au Grand-Soldat
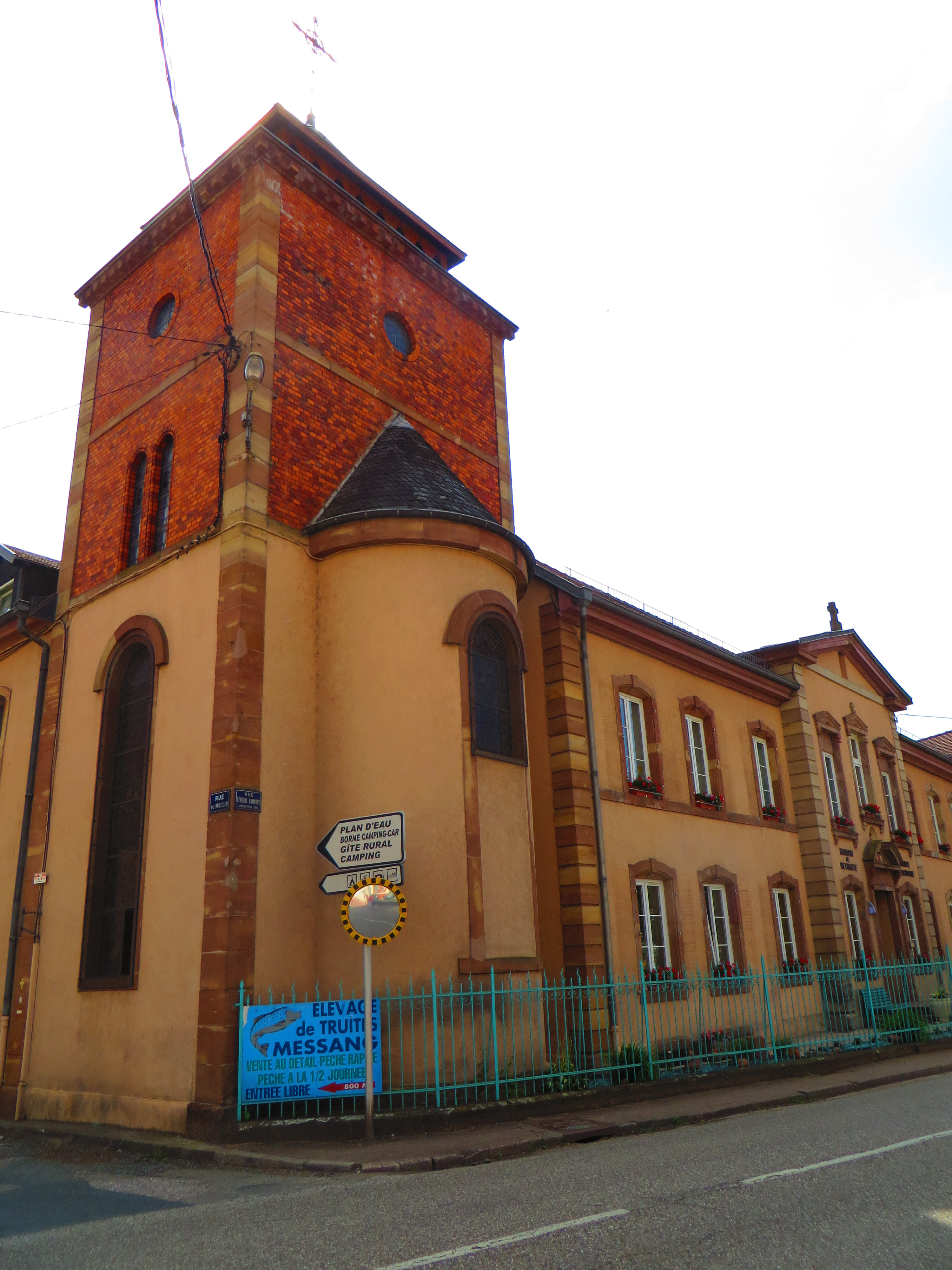
Chapelle Sainte-Véronique (maison de retraite)
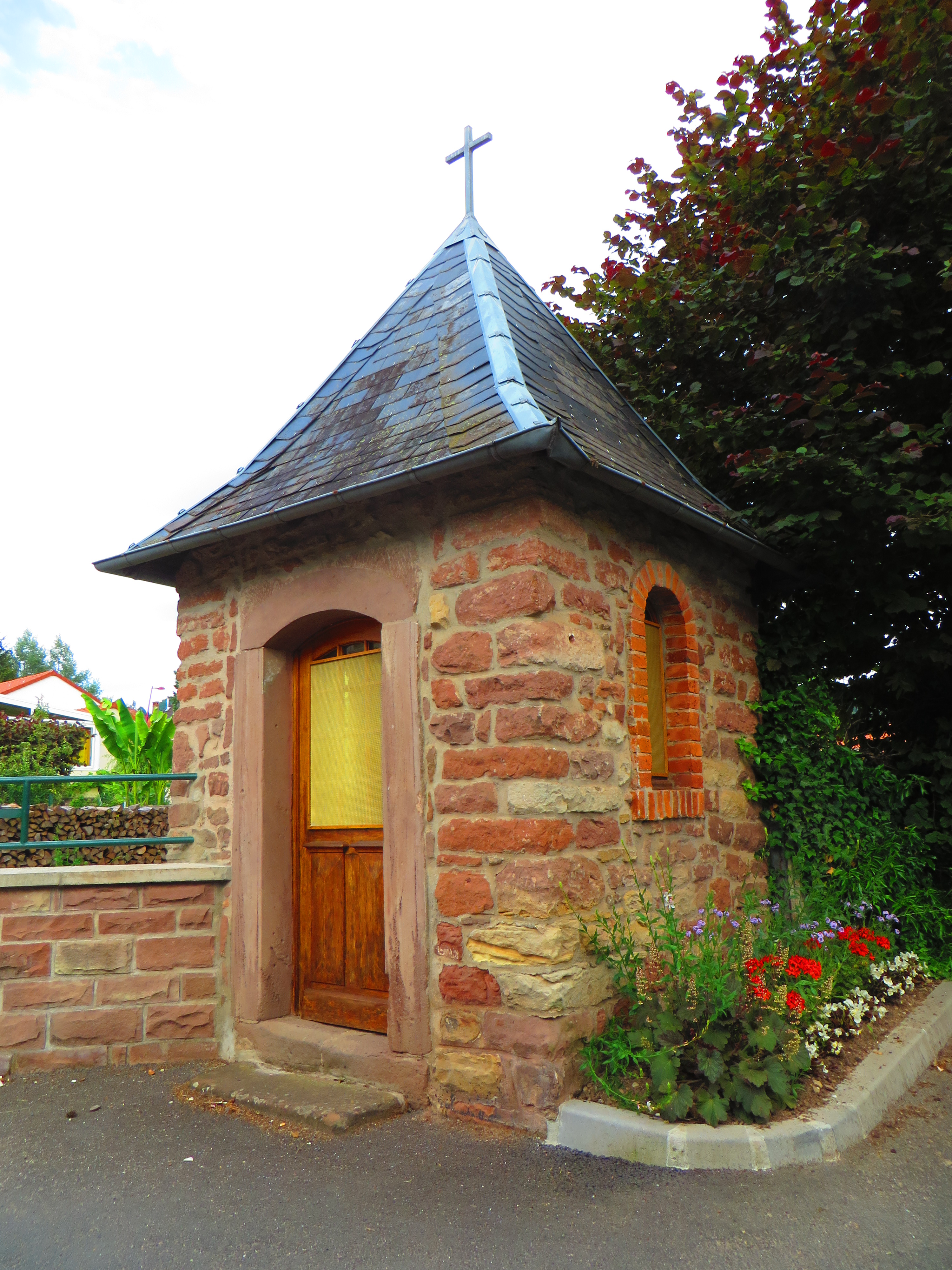
Chapelle rue du Moulin
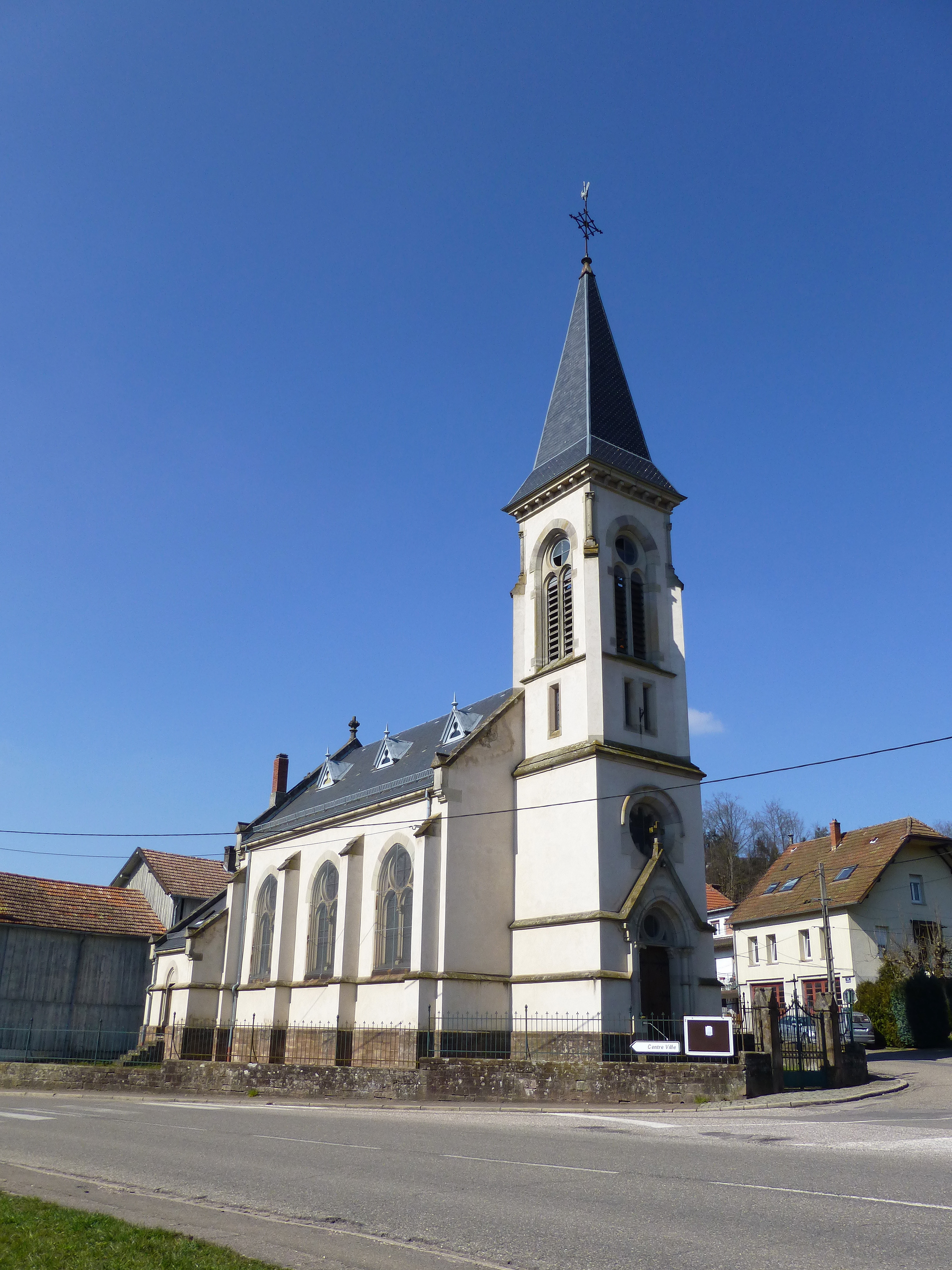
Église protestante réformée

### Personnalités liées à la commune
- Nicolas Louis Jordy (1758-1825), général des armées de la République et de l'Empire, est né dans la commune.
- Victor Nicolas Mourer (1764-1809), homme politique né à Abreschviller,  député de la Meurthe au Conseil des Cinq-Cents.
- Alexandre Chatrian, (1826-1890), écrivain français, connu pour sa collaboration littéraire avec Emile Erckmann, né à Abreschviller au lieu-dit Grand-Soldat ou Soldatenthal.
- Pierre Marie Bournique (1888-1911), dit Pierre Marie, né à Abreschviller, est un pilote lorrain, pionnier de l'aviation française.
- Henri Karcher, neveu de Pierre Marie Bournique, chirurgien, résistant (FFL) qui participe à la Libération de Paris en obtenant la capitulation du général Von Choltitz. Gaulliste. Inhumé à Abreschviller dans la tombe de ses cousins.
- Henri Staudt, curé à L'Hôpital (Moselle), à Creutzwald puis à Abreschviller. Créa en 1973 le Foyer des Jeunes d'Abreschviller qui devint plus tard le Foyer Alexandre-Chatrian. A publié différents ouvrages dont une chronique historique d'Abreschviller.

### Héraldique
| Blason de Abreschviller | Blason  | D'azur à trois pommes de pin d'or.               |
| Blason de Abreschviller | Détails | Le statut officiel du blason reste à déterminer. |

## Pour approfondir